# Gräshoppssparv
Gräshoppssparv (Ammodramus savannarum) är en fågel i familjen amerikanska sparvar inom ordningen tättingar. Arten är vida spridd i Nordamerika, Centralamerika och Västindien.

## Kännetecken

### Utseende
Gräshoppssparven är en liten (12–12,5 cm) men satt sparv med stort huvud, stor näbb och kort stjärt. Fjäderdräkten är övervägande beigebrun med relativt otecknat ansikte. Den har en fullständigt vit ögonring, lilafärgad nacke, vitt centralt hjässband och intrikat tecknad ovansida i rostrött, svart och grått.

### Läte
Sången, som ofta levereras nattetid, består av en mycket diskant väsande insektsliknande summerton inledd av några svagare toner. Lätet är en mycket ljust och vasst "tip". I flykten hörs ett ljust stigande "tswees".

## Utbredning och systematik
Gräshoppssparv delas in i elva underarter med följande utbredning :
- Ammodramus savannarum perpallidus – sydöstra British Columbia till västra Ontario och sydvästra USA, flyttar till El Salvador
- Ammodramus savannarum ammolegus – södra Arizona och nordvästra Mexiko (norra Sonora), flyttar till Guatemala
- Ammodramus savannarum pratensis – sydöstra Kanada och östra USA, flyttar till Guatemala och Kuba
- Ammodramus savannarum floridanus – centrala delen av Floridahalvön
- Ammodramus savannarum bimaculatus – södra Mexiko (Veracruz) till Nicaragua, nordvästra Costa Rica och västra Panama
- Ammodramus savannarum cracens – Petén och östra Guatemala till Belize, östra Honduras och nordöstra Nicaragua
- Ammodramus savannarum caucae – Colombia (övre Caucadalen) och angränsande norra Ecuador
- Ammodramus savannarum savannarum – Jamaica
- Ammodramus savannarum intricatus – Hispaniola
- Ammodramus savannarum borinquensis – Puerto Rico
- Ammodramus savannarum caribaeus – Nederländska Antillerna (Bonaire och Curaçao)

Ofta urskiljs även underarten beatriceae med utbredning i centrala Panama.

### Familjetillhörighet
Tidigare fördes de amerikanska sparvarna till familjen fältsparvar (Emberizidae) som omfattar liknande arter i Eurasien och Afrika. Flera genetiska studier visar dock att de utgör en distinkt grupp som sannolikt står närmare skogssångare (Parulidae), trupialer (Icteridae) och flera artfattiga familjer endemiska för Karibien.

## Levnadssätt
Gräshoppssparven hittas i gräsmarker med spridda buskar och örter. Födan består av leddjur och frön, sommartid mest insekter, framför allt gräshoppor, skalbaggar och insektslarver. Häckningstiden varierar geografiskt.

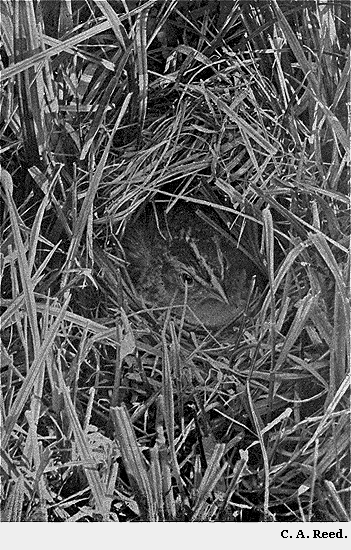
Gräshoppssparv på bo.

## Status och hot
Arten har ett stort utbredningsområde och en stor population, men tros minska i antal, dock inte tillräckligt kraftigt för att den ska betraktas som hotad. Internationella naturvårdsunionen IUCN kategoriserar därför arten som livskraftig (LC). Världspopulationen uppskattas till 34 miljoner vuxna individer.